# Pleioblastus yixingensis
Pleioblastus yixingensis là một loài thực vật có hoa trong họ Hòa thảo. Loài này được S.L.Chen & S.Y.Chen miêu tả khoa học đầu tiên năm 1983.